# Dresden, Ohio
Dresden är en ort (village) i Muskingum County i Ohio. Vid 2010 års folkräkning hade Dresden 1 529 invånare.